# طيران أديل
طيران أديل (بالإنجليزية: Flyadeal)، هي شركة طيران منخفضة التكلفة، ومملوكة للمؤسسة العامة للخطوط السعودية، تأسست في 17 أبريل 2016م. ومقرها مطار الملك عبد العزيز الدولي في مدينة جدة، بالمملكة العربية السعودية. تقدم خدمة النقل الجوي الاقتصادي، وتعمل باستقلالية تامة عن شركة الخطوط السعودية للنقل الجوي. وتعدّ أديل الذراع الاقتصادي لها، وإحدى وحداتها الإستراتيجية المستقلة. ويتولى كون كورفياتيس منصب الرئيس التنفيذي للشركة.
بدأت الشركة عملياتها في اليوم الوطني للمملكة العربية السعودية وذلك في 23 سبتمبر 2017 برحلات جوية إلى وجهات محلية.

## الخلفية التاريخية

شعار الخطوط السعودية، الشركة الأم لطيران أديل

يعد طيران أديل أحد المبادرات الاستراتيجية التي يجري إنجازها ضمن برنامج التحول 2020 ، الذي يجري تنفيذه في الخطوط السعودية تحت مظلة برنامج التحول الوطني. وهو ذراع الطيران الاقتصادي ضمن مجموعة الخطوط السعودية، حيث توجد شركة الطيران الأساسي، وهي شركة مستقلة إداريا ولها برامجها وأنظمتها المستقلة التي ستعمل وفق نهج الطيران الاقتصادي ذي الدرجة الواحدة ويوفر الخيار المطلوب لشريحة واسعة.

## الـتأسيس
تأسست شركة طيران أديل يوم الأحد 10 رجب 1437هـ - 17 أبريل 2016م. لتقديم خدمات النقل الجوي الاقتصادي بدرجة سفر اقتصادية واحدة. في 13 سبتمبر 2017، حصلت على رخصة «مشغل جوي» وستبدأ رحلاتها التجارية في يوم 23 سبتمبر 2017م والذي يوافق اليوم الوطني السعودي و«الذكرى 87» لتأسيس المملكة العربية السعودية. ويتولى كون كورفياتيس منصب الرئيس التنفيذي للشركة.

## الأسطول
طائرات طيران أديل من نوع واحد، تعمل بنظام التأجير، بمعنى إما أن تكون بتحويل جزء من قائمة الطلب الحالي لمجموعة الخطوط السعودية أو تقوم الشركة بطلب جديد. طائراتها ضيقة البدن إما من إيرباص أو بوينغ، ومن المنتظر أن يصل حجم الأسطول في 2020 ما بين 25 طائرة كحد أدنى و50 طائرة للذراع الاقتصادية كحد أقصى. وتمت الصفقة عن طريق شركة دبي لصناعات الطيران (DEA).
وتضم طائرات طيران أديل 186 مقعدًا من نوع «ريكارو» تأتي بقياس 18 بوصة في ترتيب درجة سفر واحدة، وتقدم مستويات مختلفة للمسافرين، كما تم تجهيزها بمنافذ «يو إس بي» (USB) وحاملة للأجهزة الإلكترونية الخاصة.
اعتبارا من أغسطس 2017 أسطول طيران أديل يتكون من الطائرات التالية:

-

| أسطول طيران أديل   |           |        |                           |                                                      | |
| نوع الطائرة        | في الخدمة | طلبيات | السعة المقعدية            | أسم الطائرة                                          | ملاحظات |
| إيرباص إيه 320-200 | 12*       | 30     | 186 مقعدًا من نوع “ريكارو” | (النّيّر) سهيل السيف الجناح الكوكب القوس العنقاء الطرف | * أول طائرة، استلمت في 24 أغسطس 2017 * ثاني طائرة استلمت في 15 سبتمبر 2017 * * رابع طائرة أستلمت بتاريخ 14 دِيسمبِر 2017 * خامس طائرة أستلمت بتاريخ 20 ديسمبر2017 * سادس طائرة أستلمت بتاريخ 29 مارس 2018 * سابع طائرة أستلمت بتاريخ 25 إبريل 2018. * ثامن طائرة أستلمت بتاريخ يونيو 2018، |
| المجموع            | 12        | 30     |                           |                                                      | |

### إيرباص A320
- استلمت أديل أول طائراتها من طراز إيرباص إيه 320ceo.[8] في 24 أغسطس 2017،[10] والتي وصلت من مصنع طائرات إيرباص بمدينة هامبورغ في ألمانيا، وقد سميت هذه الطائرة باسم (النّيّر) وهو اسم لأحد أكثر النجوم سطوعا.[11][12] فيما وصلت الطائرة الثانية والمسماة «سهيل» في 15 سبتمبر 2017.

## النشاط
ستطلق رحلات أديل في النصف الثاني من عام 2017، وسنتشط في سوق الطيران الداخلي بالمملكة، وستركز على الطيران الإقليمي في حدود 5 ساعات طيران وتحدد وجهاتها حسب الجاذبية والاحتياج. لتحل من خلال خطوتها الجديدة، مشكلة أزمة مقاعد المواسم والإجازات الصيفية والربيع وإجازات الأعياد، وحتى إجازة نهاية الأسبوع التي عادة ما تشهد شحاً كبيراً في الحجوازات. وأديل وتؤكد على وجود الاحتياج الكبير لزيادة السعة المقعدية، خاصة للرحلات داخل المملكة، وتواكب التطور الذي تتجه له مطارات المملكة وزياد طاقتها الاستعابية ابتداء من عام 2016،  خاصة في رحلات الداخل والمساندة من الشركات الشقيقة لها في الخدمات الأرضية التموين والشحن. بين مدينتي الرياض وجدة.
وستعمل شركة «طيران أديل» على تلبية احتياجات المسافرين المحليين وحجاج الحج والعمرة وارتفاع عدد السياح إلى المملكة العربية السعودية.

## الوجهات
قامت أديل بتشغيل رحلاتها إلى الوجهات المحلية الرئيسية، بما في ذلك الرياض والدمام، قبل التوسع إلى الأسواق الإقليمية. وقد بدأت أولى عملياتها في اليوم الوطني للمملكة العربية السعودية في 23 سبتمبر 2017 برحلات جوية إلى وجهات محلية. ويبلغ عدد الرحلات اليومية بين جدة والرياض إلى 11 رحلة يومياً.
- في 14 ديسمبر 2017م - أعلن «طيران أديل». عن إطلاق رحلاته الجديدة إلى مدينة جازان من جدة والرياض. وتعدّ جازان الوجهة الرابعة لـ«طيران أديل» من جدة، والثانية من الرياض، وذلك انطلاقاً من خطتها التوسعية الهادفة إلى تغطية جميع مناطق ومدن المملكة.

وأتت هذه الخطوة بعد وصول الطائرة الجديدة الرابعة لـ«طيران أديل» من طراز إيرباص A320، والتي تسمى (الجناح)، وهي قادمة من مصنع شركة إيرباص بمدينة تولوز بفرنسا إلى مدينة جدة بتاريخ 14 ديسمبر. وتحمل هذه الطائرة 186 راكباً في مقصورة من درجة واحدة وهي الدرجة الاقتصادية. وقد بدأت الرحلات إلى جازان في 21 ديسمبر 2017 بمعدل رحلتين يومياً بين جدة وجازان، ورحلتين يومياً بين الرياض وجازان.
- في 17 يناير 2018م - إطلقت أديل. وجهتها الجديدة إلى مدينة أبها وإضافتها إلى شبكتها لتغطية العديد من مدن المملكة. وتعدّ أبها الوجهة الخامسة لـ«طيران أديل» من جدة، والثالثة من الرياض، بعد إطلاق رحلاته إلى كل من الدمام والقصيم وجازان في غضون ثلاثة أشهر فقط من بدء أعمالها بالمملكة.

ويأتي إطلاق أولى رحلات «طيران أديل» إلى أبها، بعد وصول طائرته الجديدة الخامسة من طراز إيرباص A320، والتي تسمى الكوكب (النجم) إلى مدينة جدة بتاريخ 20 ديسمبر 2017، قادمة من مصنع طائرات إيرباص بمدينة هامبورغ في ألمانيا. وستبدأ أولى الرحلات إلى أبها بتاريخ 1 فبراير 2018، بمعدل رحلتين يومياً من كل من جدة والرياض ..
في ٦ يناير ٢٠٢٢ انطلقت اولى رحلاتها الى وجهة مدينة القاهرة بجمهورية مصر العربية 
| وجهات طيران أديل |                    |                |                |                |               |
| الوجهة           | نوع الطائرة        | أسم الطائرة    | تاريخ الإطلاق  | تاريخ التشغيل  | مراجع         |
| الرياض           | إيرباص إيه 320-200 | النير          | 24 أغسطس 2017  | 23 سبتمبر 2017 | [ 16 ]        |
| الدمام           | إيرباص إيه 320-200 | السيف          | 24 أكتوبر 2017 | 1 نوفمبر 2017  | [ 15 ] [ 21 ] |
| القصيم           | إيرباص إيه 320-200 | السيف          | 24 أكتوبر 2017 | 2 نوفمبر 2017  | [ 21 ]        |
| جازان            | إيرباص إيه 320-200 | الجناح         | 14 ديسمبر 2017 | 21 ديسمبر 2017 | [ 22 ]        |
| أبها             | إيرباص إيه 320-200 | الكوكب (النجم) | 17 يناير 2018  | 1 فبراير 2018  | [ 19 ]        |

ويقوم «طيران أديل» بتطوير شبكته وزيادة عدد رحلاته بسرعة كبيرة منذ إطلاقه ليحقق نجاحاً بارزاً ويصل إلى 100,000 راكب حتى 30 نوفمبر 2017. وذلك خلال شهرين فقط منذ بدء أعماله في 23 سبتمبر الماضي بمناسبة اليوم الوطني للمملكة.

## اتفاقيات وشراكات

لوفتهانزا تكنيك

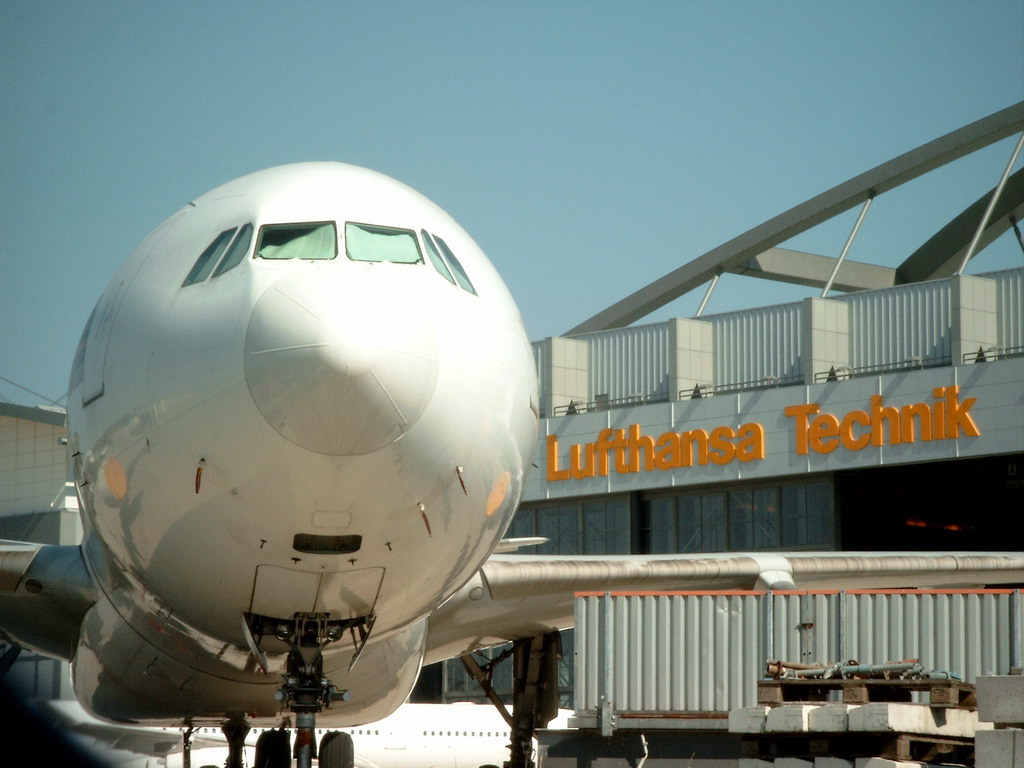
لوفتهانزا تكنيك

وقعت "«طيران أديل»، وشركة "لوفتهانزا تكنيك" الشرق الأوسط في 13 نوفمبر 2017. عقدا شاملا لخدمات هندسة الطائرات، وتمتد فترة هذا العقد لأربع سنوات لصيانة أسطول طائرات إيرباص إيه 320 بكامله.
وتتمثل أحد العناصر الرئيسية للاتفاق في إنشاء مركز جديد لمراقبة أعمال الصيانة، ويشمل الاتفاق نظام الإدارة المستمرة للتأكد من صلاحية الطائرات للطيران (CAMO)، والدعم الهندسي للطائرات من قبل شركة لوفتهانزا تكنيك. كما ستقوم شركة لوفتهانزا تكنيك أيضا بإصلاح الأعطال، ودعم «طيران أديل» لإنشاء برنامج محسن للصيانة، بمساعدة الوحدة الجديدة لإدارة عمليات الصيانة، ما سيمكنها بالتالي من القيام بعمليات عالية الكفاءة بفضل الجدول الأمثل للصيانة. كما ستكون شركة طيران أديل من أوائل عملاء لوفتهانزا تكنيك، الذين سيستخدمون أداتها التحليلية للحالة الرقمية التي تعدّ جزء من برنامج AVIATAR، حيث ستقوم لوفتهانزا تكنيك بافتتاح منصة MRO لتكنولوجيا المعلومات والاتصالات لتقديم المنتجات والخدمات الرقمية.
ومن بين الخدمات الأخرى التي سيتم تقديمها لشركة «طيران أديل»، تقييم الامتثال لمتطلبات سلطة صلاحية الطيران، وتوصيات الشركة المصنعة، وإدارة الموثوقية، ومعاينة الأجزاء المحدودة لمدى الحياة، ودعم هندسة المنتجات.

## وصلات خارجية
- طيران أديل - الموقع الرسمي
- طيران أديل - تويتر
- قناة طيران أديل - يوتيوب